# 一本松駅 (兵庫県)
一本松駅（いっぽんまつえき）は、かつて兵庫県三原郡三原町（現・南あわじ市）榎列西川に存在した、淡路交通鉄道線の駅（廃駅）である。

## 歴史
- 1922年（大正11年）11月26日：淡路鉄道の開通に伴い開業[1]。
- 1925年（大正14年）3月31日：駅舎・宿直室を設置[2]。
- 1926年（大正15年）9月30日：向荷物積卸場を設置[2]。
- 1927年（昭和2年）3月31日：向荷物積卸場に屋根を設置[2]。
- 1936年（昭和11年）
  - 3月31日：ホーム本屋・屋根・待合室・便所を設置[2]。
  - 9月30日：貨物ホーム屋根および貨物積卸場を改築[2]。
  - 11月20日：渡り線を撤去[2]。
- 1938年（昭和13年）9月27日：本線と側線の間に渡り線を設置[2]。
- 1939年（昭和14年）3月31日：井戸を設置[2]。
- 1943年（昭和18年）7月：社名改称に伴い淡路交通鉄道線の駅となる。
- 1948年（昭和23年）3月29日：用水池建設に使用されていた貨物渡り線を撤去[2]。
- 1966年（昭和41年）10月1日：鉄道線の廃線に伴い廃止[3]。

## 駅構造
島式ホーム1面2線の地上駅で、洲本方から見て右手前に駅舎があり、構内踏切で連絡していた。駅員配置駅であった。
交換可能駅で、朝夕に行き違いが見られた。

## 駅周辺
- 兵庫県道478号市八木線
- 兵庫県道477号阿那賀市線
- 淡路国分寺
- 南あわじ市立三原中学校
- 三原川

## 駅跡
線路跡は舗装路となっており、同道路の西川交差点から南に進んだ地点が駅跡である。駅の存在を示すものは残されていない。

## 隣の駅
淡路交通
鉄道線
自凝島駅 - 一本松駅 - 市村駅